# 콜로니 오브 워
콜로니 오브 워(영어: Colony of War)는 PLLEA 사가 개발한 웹 게임이다. 현재 한국과 일본, 미국에서 서비스하고 있었..다. 현재는 일본의 서비스가 중지될 예정. 1월 29일에 중지된다.

## 캐릭터
콜로니 오브 워의 캐릭터는 서버 당 오직 1개만 생성할 수 있으며, 현재는 2개의 서버만이 운영되고 있다. 캐릭터에는 격투 특화, 사격 특화, 염동 특화의 세 가지 타입이 있으며 남녀 성별까지 포함하면 총 6개의 캐릭터 중 하나를 선택할 수 있다.

## 세계관
콜로니 오브 워의 세계는 태양계를 중심으로 하고 있다. 태양계에서도 핵심적인 역할을 하는 행성은 지구와 목성으로, 2개의 핵심 세력인 UGA와 SUF는 각각 지구와 목성을 중심으로 세력권을 구축하고 있다. 그 외에도 게임에 참여한 플레이어들이 성장함에 따라 달과 화성을 중심으로 하는 독립 스테이션을 형성할 수 있다.
이 외에도 태양계 밖에서 침입해온 '코쿤 족',`루 성인`이라는 2개의 외계세력이 태양계 곳곳에 본거지를 구축하고 UGA와 SUF의 인류를 위협하고 있는 상황이다.